# Pothyne fusiscapa
Pothyne fusiscapa là một loài bọ cánh cứng trong họ Cerambycidae.